# Zalma
Zalma és una població dels Estats Units a l'estat de Missouri. Segons el cens del 2008 tenia 94 habitants.

## Demografia
Segons el cens del 2000, Zalma tenia 93 habitants, 38 habitatges, i 27 famílies. La densitat de població era de 256,5 habitants per km².
Dels 38 habitatges en un 36,8% hi vivien nens de menys de 18 anys, en un 42,1% hi vivien parelles casades, en un 26,3% dones solteres, i en un 28,9% no eren unitats familiars. En el 26,3% dels habitatges hi vivien persones soles el 7,9% de les quals corresponia a persones de 65 anys o més que vivien soles. El nombre mitjà de persones vivint en cada habitatge era de 2,45 i el nombre mitjà de persones que vivien en cada família era de 2,85.
Per edats la població es repartia de la següent manera: un 28% tenia menys de 18 anys, un 8,6% entre 18 i 24, un 21,5% entre 25 i 44, un 32,3% de 45 a 60 i un 9,7% 65 anys o més.
L'edat mediana era de 37 anys. Per cada 100 dones de 18 o més anys hi havia 67,5 homes.
La renda mediana per habitatge era de 21.250 $ i la renda mediana per família de 21.500 $. Els homes tenien una renda mediana de 27.917 $ mentre que les dones 16.250 $. La renda per capita de la població era de 10.842 $. Entorn del 32,4% de les famílies i el 35,7% de la població estaven per davall del llindar de pobresa.

## Poblacions més properes
El següent diagrama mostra les poblacions més properes.